# Per-Johan Wollert
Per-Johan Wollert, född 4 januari 1914 i Tierps församling, Uppsala län, död 6 februari 1991 i Hudiksvall,  var en svensk präst. 
Wollert, som var son till lantbrukare Albin Wollert och Thea Falk, blev teologie kandidat 1940, pastorsadjunkt i Rengsjö församling 1941, kyrkoadjunkt i Gnarps församling 1944, domkyrkoadjunkt i Uppsala 1950, domkyrkokomminister där 1962 och kyrkoherde i Hudiksvalls församling 1968. Han hade även prosts titel.
Wollert var bland annat militärpastor vid Arméns underofficerskola, utredningsman för vapenfria värnpliktiga, vice ordförande Ärkestiftets ungdomsråd, ledamot av stiftsrådet, representant för Riksförbundet Kyrklig Ungdom, kårchef för Wasakåren i Uppsala och ledamot av barnavårdsnämnden.
Per-Johan Wollert var gift med Karin, född Ålander 1921–2010). I äktenskapet föddes barnen Christina (1946-1986), Staffan  (1949-2022) och Catharina Wollert (1959=).